# Graniczna Placówka Kontrolna Straży Granicznej w Terespolu
Graniczna Placówka Kontrolna Straży Granicznej w Terespolu – zlikwidowana graniczna jednostka organizacyjna Straży Granicznej wykonująca kontrolę graniczną osób, towarów i środków transportu bezpośrednio w przejściach granicznych na granicy z Republiką Białorusi.

## Formowanie i zmiany organizacyjne
16 maja 1991 w ramach utworzonej Straży Granicznej, na bazie sił i środków Granicznej Placówki Kontrolnej Terespol–Kukuryki została utworzona Graniczna Placówka Kontrolna Straży Granicznej w Terespolu (GPK SG w Terespolu) w strukturach Nadbużańskiego Oddziału Straży Granicznej w Chełmie.
W ramach III etapu reorganizacji struktur Straży Granicznej związanej z przygotowaniem Polski do wstąpienia do Unii Europejskiej i przystąpieniem do Traktatu z Schengen, 15 października 2002 pilotażowo – zreorganizowano graniczne jednostki organizacyjne SG w Terespolu. Wprowadzona całościowa ochrona granicy zniosła podział na graniczne jednostki organizacyjne ochraniające tylko tzw. „zieloną granicę” i prowadzące tylko kontrole ruchu granicznego. Zlikwidowano odrębną Strażnicę SG w Terespolu i połączono ją z miejscową graniczną placówką kontrolną SG. Nowo utworzona graniczna jednostka organizacyjna pod nazwą Graniczna Placówka Kontrolna SG w Terespolu (GPK SG w Terespolu) przejęła ochraniany odcinek  wraz z obiektami i obsadą etatową po rozwiązanej strażnicy SG.
Jako Graniczna Placówka Kontrolna Straży Granicznej w Terespolu funkcjonowała do 23 sierpnia 2005 i 24 sierpnia 2005, Ustawą z 22 kwietnia 2005 O zmianie ustawy o Straży Granicznej..., została przekształcona na Placówkę Straży Granicznej w Terespolu (PSG w Terespolu) w strukturach Nadbużańskiego Oddziału Straży Granicznej.

## Ochrona granicy
15 października 2002 GPK SG w Terespolu przejęła pod ochronę odcinek granicy państwowej, po rozformowanej strażnicy SG w Terespolu.

### Podległe przejścia graniczne
- Terespol-Brześć (drogowe)
- Kukuryki-Kozłowiczy (drogowe)
- Terespol-Brześć (kolejowe).

## Strażnice sąsiednie
- Strażnica SG w Janowie Podlaskim ⇔ Strażnica SG w Kodniu –  15.10.2002[6].

## Komendanci granicznej placówki kontrolnej
- Wojciech Wołoch (2001–24.08.2005)[7].